# رومولية عمودية
الرومولية العمودية (باللاتينية: Romulea columnae) نوع نباتي يتبع جنس الرومولية من الفصيلة السوسنية.

## الموئل والانتشار
موطنها بلاد الشام والمغرب العربي وقبرص وتركيا وبعض مناطق جنوب أوروبا وغربها.